# Diageo
Дијаџио (Diageo plc) је највећа мултинационална компанија за производњу пива, вина и жестоких пића на свету. Деоницама компаније се тргује на Лондонској деоничкој берзи, а америчке депозитарне признанице се котирају на Њујоршкој деоничкој берзи.
Реч „дијаџио“ је настала англизацијом споја латинске речи dia („дан“) и грчке речи γεο („гео“, „свет“), што је замишљено да симболизује уживање у брендовима компаније сваки дан и свугде. Дијаџио је члан индекса Футси 100.
Седиште компаније је у Лондону. Тренутни (2009) директор је Пол Волш, а председавајући је Франц Хумер. Компанија је 2008. имала 22000 запослених, продају од 10,643 милијарди британских фунти и нето зараду од 2,226 милијарди фунти.

## Историја
Дијаџио је настао 1997. уједињавањем фирми Гинис и Гранд метрополитан, коју су предводили директори Ентони Гринер и Филип Јеј у Гинису те Џорџ Бул и Џон Мекграт у Гранд метрополитану. Палете производа Гиниса и Гранд мета су биле махом комплементарне, без значајног преклапања.
Дијаџио је 2002. продао ланац ресторана брзе хране Бургер кинг конзорцијуму који је предводила америчка компанија Тексас пасифик за 1,5 милијарду долара. Дијаџио је такође био власник компаније за производњу и прераду хране Пилзбери до 2000, када ју је продао Џенералс милсу.

## Операције
Дијаџио је холдинг компанија за неке од најпрепознатљивијих алкохолних брендова, међу којима су:
- Аперитив: Пико
- Безалкохолна пића: Хосе Куерво (микс за маргарите), Калибер, Малта Гинис
- Бренди: Бертрамс ВО
- Вино: Стерлинг виногради, Пја дор, Бартон & Гестије, Болијо виногради, Блосом хил, Џастерини & Брукс.
- Виски: Џони Вокер, Џастерини енд Брукс (J & B), Белс, Бенмор, Бјукананс, Бјулејт (бурбон), Бушмилс (ирски), Блек енд вајт, Карду, Краун ројал (канадски), Димпл/Пинч, Џорџ Дикел (Тенеси), Хајг, Џеј енд Би, Олд Пар, Сиграмс (канадски), Синглтон, Слејт, Спеј ројал, Ријал Макензи, Ви-Еј-Ти 69, Вајт хорс, Виндзор премијер
  - Класични малтови:Каол Ила, Карду, Клајнилиш, Краганмор, Далвини, Глен Елџин, Глен Орд, Гленкинчи, Нокандо, Лагавалин, Обан, Ројал лохнагар, Талискер
- Вотка: Смирнов, Сирок, Танкереј стерлинг
- Коњак: Хенеси
- Ликер: Бејлиз, Далсида, Годајвас, Романа самбука, Сафари
- Пиво: Гинис, Смитвикс, Ред страјп, Харп, Килкени, Калибер, Заценбрау, Сенатор кег, Таскер, Виндхук лагер
- Рум: Кептен Морган, Бандаберг, Касике, Ороноко
- Пића „спремна за пијење“ или „малтови са додатим укусима“ („алкопоп“): Арчерс, Хосе Куерво, Смирнов, Руски, Ју-Ди-Ел
- Текила: Дон Хулио, Хосе Куерво
- Џин: Гордонс, Танкереј, Џилбиз
- Шампањац: Дом Перињон, Моет е Шадо
- Шнапс: Арчерс, Блек хаус, Голдшлегер, Рампл Минзи

Дијаџио стоји иза 9 од 20 водећих светских брендова дестилованих жестоких пића. Компанија издваја осам брендова као своје „глобалне приоритетне брендове“: Смирнов, Џони Вокер, Гинис, Бејлиз, Џеј енд Би, Кептен Морган, Куерво и Танкереј. Дијаџио је такође највећи светски произвођач вискија са 30 дестилерија. Вискији из бројних дестилерија у Шкотској се продају како под својим именом тако и за производњу разних блендованих скочова које компанија продаје.